# Distretto di Yinzhou (Tieling)
Il distretto di Yinzhou (银州区S, Yínzhōu QūP) è un distretto della Cina, situato nella provincia di Liaoning e amministrato dalla prefettura di Tieling.